# Moritz Volz
Moritz Volz (Siegen, Renania del Norte-Westfalia, RFA, 21 de enero de 1983) es un exfutbolista alemán que se retiró 2015 y su último club fue el TSV 1860 Múnich.
Normalmente jugaba de lateral derecho, aunque se ha desempeñado en distintas posiciones de la defensa y ha llegado incluso a jugar de centrocampista.

## Trayectoria

### Comienzos
Volz comenzó su carrera en el SpVg Bürbach 09 y en las categorías inferiores del FC Schalke 04. Fue descubierto a los 16 años por los ojeadores del Arsenal FC mientras jugaba en la selección juvenil de Alemania. Fichó por los gunners en el verano de 1999. En el año 2000, Volz debutó con el Arsenal en un partido de la League Cup contra el Ipswich Town, pero apenas llegó a jugar unos pocos partidos con el equipo rojiblanco. En febrero de 2003 fue cedido al Wimbledon donde marcó el día de su debut y jugó 10 partidos en cinco meses. Al expirar la cesión, el defensa renano fue cedido nuevamente, esta vez al Fulham (agosto de 2003). En enero de 2004 el Fulham compró al jugador.

### Fulham
Volz se convirtió en un ídolo para los fanes del Fulham debido a su cercanía (iba a los partidos en bicicleta) y su compromiso con las actividades de la comunidad. Entre los aficionados se le conocía sobre todo con el apodo de Volzy, aunque también ha recibido los sobrenombres de 220 Volz (juego de palabras con "volt"), The Electrician (el electricista), Mr Resistor, The Lightbulb (la bombilla) y Hoff, en alusión al actor norteamericano David Hasselhoff, a quien Volz considera un estereotipo alemán. En el partido que jugó el 21 de octubre de 2006 contra el Aston Villa llegó incluso a llevar The Hoff escrito en las botas a modo de amuleto (en ese partido anotó su primer gol en tres años). Volz es conocido por su sentido del humor; el cómico alemán Hans Mentz lo calificó como "potencial heredero del divertido Mehmet Scholl". El número del 18 de agosto de 2006 del diario británico The Guardian aseguraba al respecto: "Es un alemán con sentido del humor. Y lo que es más: ¡es un futbolista alemán con sentido del humor!".
El 30 de diciembre de 2006 marcó el tanto número 15 000 de la historia de la Premier League contra el Chelsea F. C. (2-2). Esto hizo que le comenzasen a llamar también 15000 Volz. Tras marcar el gol donó 15 000 libras repartidas en partes iguales a tres entidades benéficas.
La temporada 2008-09 jugó cedido en el Ipswich Town Football Club. En julio de 2009, terminó su contrato con el Fulham y no fue renovado. Durante los siguientes meses entrenó de forma ocasional con el Queens Park Rangers y el Schalke 04.

### St. Pauli
El 15 de junio de 2010 Volz firmó un contrato por dos años con el FC St. Pauli, recién ascendido a la 1. Bundesliga.

## Selección nacional
Nunca jugó con la selección absoluta de su país, a pesar de haber sido convocado por Jürgen Klinsmann en una ocasión (17 de noviembre de 2004 en Leipzig contra Camerún). La posición de lateral derecho está cubierta en la Mannschaft por jugadores como Philipp Lahm, Clemens Fritz, Arne Friedrich y Andreas Hinkel. Sin embargo, sí que ha formado parte de la selección sub-21.

## Clubes
| Club                        | País       | Año       |
| --------------------------- | ---------- | --------- |
| Arsenal F. C.               | Inglaterra | 2001-2004 |
| Wimbledon F. C. (cedido)    | Inglaterra | 2003      |
| Fulham F. C. (cedido)       | Inglaterra | 2003-2004 |
| Fulham F. C.                | Inglaterra | 2004-2009 |
| Ipswich Town F. C. (cedido) | Inglaterra | 2008-2009 |
| FC St. Pauli                | Alemania   | 2010-2012 |
| TSV 1860 Múnich             | Alemania   | 2012-2015 |